# Saison 2023-2024 des Girondins de Bordeaux
 (juin 2023).
Chronologie
Saison précédente Saison suivante
La saison 2023-2024 des Girondins de Bordeaux est la deuxième année du club en deuxième division.
Lors de cette saison, le club dispute les compétitions nationales (Ligue 2 et Coupe de France) et du Sport adapté. 

## Avant-saison

### Tableau des transferts
| Nom                     | Nationalité | Poste     | Transfert                  | Provenance/Destination      | Division                    |
| ----------------------- | ----------- | --------- | -------------------------- | --------------------------- | --------------------------- |
| Arrivées                |             |           |                            |                             |                             |
| Emmanuel Biumla         | France      | Milieu    | Contrat professionnel      | Girondins de Bordeaux B     | National 3                  |
| Mathias De Amorim       | Portugal    | Milieu    | Contrat professionnel      | Girondins de Bordeaux B     | National 3                  |
| David Tebili            | France      | Attaquant | Contrat professionnel      | Girondins de Bordeaux B     | National 3                  |
| Nfansu Njie             | Gambie      | Attaquant | Contrat professionnel      | Girondins de Bordeaux B     | National 3                  |
| Rémi Oudin              | France      | Attaquant | Retour de prêt             | US Lecce                    | Serie A                     |
| Alberth Elis            | Honduras    | Attaquant | Retour de prêt             | Stade brestois 29           | Ligue 1                     |
| Gaétan Weissbeck        | France      | Milieu    | Prêt (avec option d'achat) | FC Sochaux-Montbéliard      | Ligue 2                     |
| Karl-Johan Johnsson     | Suède       | Gardien   | Transfert libre            | FC Copenhague               | Superligaen                 |
| Jean Harisson Marcelin  | France      | Défenseur | Transfert libre            | AS Monaco                   | Ligue 1                     |
| Yohan Cassubie          | France      | Milieu    | Transfert libre            | Chamois niortais FC         | National                    |
| Clément Michelin        | France      | Défenseur | Transfert (1M d'€)         | AEK Athènes FC              | Superleague Elláda          |
| Pedro Díaz              | Espagne     | Milieu    | Transfert (2,2M d'€)       | Real Sporting de Gijón      | LaLiga 2                    |
| Zuriko Davitashvili     | Géorgie     | Attaquant | Transfert (1,25M d'€)      | Dinamo Batoumi              | Umaglesi Liga               |
| Jérémy Livolant         | France      | Attaquant | Transfert (1,25M d'€)      | En avant de Guingamp        | Ligue 2                     |
| Žan Vipotnik            | Slovénie    | Attaquant | Transfert (2,7M d'€)       | NK Maribor                  | Prva liga Telekom Slovenije |
| Aliou Badji             | Sénégal     | Attaquant | Transfert (3M d'€)         | Amiens SC                   | Ligue 2                     |
| Départs                 |             |           |                            |                             |                             |
| Clément Michelin        | France      | Défenseur | Retour de prêt             | AEK Athènes FC              | Superleague Elláda          |
| Zuriko Davitashvili     | Géorgie     | Attaquant | Retour de prêt             | Dinamo Batoumi              | Umaglesi Liga               |
| Aliou Badji             | Sénégal     | Attaquant | Retour de prêt             | Amiens SC                   | Ligue 2                     |
| Johaneko Louis-Jean     | France      | Défenseur | Prêt (sans option d'achat) | Club Deportivo Lugo         | Primera División RFEF       |
| Tom Lacoux              | France      | Milieu    | Prêt (avec option d'achat) | FC Famalicão                | Liga Portugal Betclic       |
| Lenny Pirringuel        | France      | Milieu    | Prêt (sans option d'achat) | Pau Football Club           | Ligue 2                     |
| Logan Delaurier-Chaubet | France      | Milieu    | Prêt (sans option d'achat) | US Quevilly Rouen Métropole | Ligue 2                     |
| Aïssa Boudechicha       | Algérie     | Défenseur | Fin de contrat             | Mouloudia Club El Bayadh    | Ligue 1 Mobilis             |
| Yassine Boujouama       | France      | Milieu    | Fin de contrat             |                             |                             |
| Johab Pascal            | Haïti       | Milieu    | Fin de contrat             |                             |                             |
| Jamal Haruna            | Ghana       | Attaquant | Fin de contrat             |                             |                             |
| Josh Maja               | Nigeria     | Attaquant | Fin de contrat             | West Bromwich Albion        | Championship                |
| Gaëtan Poussin          | France      | Gardien   | Transfert libre            | Real Saragosse              | LaLiga 2                    |
| Fransérgio              | Brésil      | Milieu    | Transfert libre            | Coritiba FBC                | Brasileirão Assaí           |
| Junior Mwanga           | France      | Défenseur | Transfert (10M d'€)        | RC Strasbourg               | Ligue 1                     |
| Dilane Bakwa            | France      | Attaquant | Transfert (10M d'€)        | RC Strasbourg               | Ligue 1                     |
| Rémi Oudin              | France      | Attaquant | Transfert (1M d'€)         | US Lecce                    | Serie A                     |

| Nom              | Nationalité | Poste     | Transfert                  | Provenance/Destination | Division            |
| ---------------- | ----------- | --------- | -------------------------- | ---------------------- | ------------------- |
| Arrivées         |             |           |                            |                        |                     |
| Lenny Pirringuel | France      | Milieu    | Retour de prêt             | Pau Football Club      | Ligue 2             |
| Départs          |             |           |                            |                        |                     |
| Stian Gregersen  | Norvège     | Défenseur | Transfert (1,8 M d'€)      | Atlanta United FC      | Major League Soccer |
| Aliou Badji      | Sénégal     | Attaquant | Prêt (sans option d'achat) | Gaziantep FK           | Süper Lig           |

## Effectif

### Effectif professionnel actuel
Le tableau suivant liste uniquement l'effectif professionnel des Girondins pour la saison 2023-2024.

## Compétitions

### Ligue 2
La Ligue 2 est la 85e édition du Championnat de France de football de deuxième division. La division oppose vingt clubs en une série de trente-huit rencontres.
| 1re journée             | Pau FC                                                            | 3 - 0   | Girondins de Bordeaux | Nouste Camp, Pau                                                     |                                                                      |
| Lundi 7 août 2023 20:45 | (Beusnard ) Saivet 17e · (Ruiz ) George 19e · (Boto ) Boutaïb 73e | (2 - 0) |                       | Spectateurs : 3 546 Diffuseur : beIN Sports 1 Arbitrage : Karim Abed | Spectateurs : 3 546 Diffuseur : beIN Sports 1 Arbitrage : Karim Abed |
| Lundi 7 août 2023 20:45 | Rapport                                                           |         |                       | Spectateurs : 3 546 Diffuseur : beIN Sports 1 Arbitrage : Karim Abed | Spectateurs : 3 546 Diffuseur : beIN Sports 1 Arbitrage : Karim Abed |

| 2e journée               | Girondins de Bordeaux | 1 - 0   | US Concarneau | Matmut Atlantique, Bordeaux                                               |                                                                           |
| Lundi 14 août 2023 20:45 | Barbet 90+8e (pen.)   | (0 - 0) |               | Spectateurs : 24 574 Diffuseur : beIN Sports 1 Arbitrage : Aurélien Petit | Spectateurs : 24 574 Diffuseur : beIN Sports 1 Arbitrage : Aurélien Petit |
| Lundi 14 août 2023 20:45 | Rapport               |         |               | Spectateurs : 24 574 Diffuseur : beIN Sports 1 Arbitrage : Aurélien Petit | Spectateurs : 24 574 Diffuseur : beIN Sports 1 Arbitrage : Aurélien Petit |

| 3e journée              | AC Ajaccio       | 0 - 0   | Girondins de Bordeaux | Stade François Coty, Ajaccio                                           |                                                                        |
| Luni 21 août 2023 20:45 |                  | (0 - 0) |                       | Spectateurs : 5 995 Diffuseur : beIN Sports 1 Arbitrage : Gaël Angoula | Spectateurs : 5 995 Diffuseur : beIN Sports 1 Arbitrage : Gaël Angoula |
| Luni 21 août 2023 20:45 | Benhaim 32e, 53e | Rapport |                       | Spectateurs : 5 995 Diffuseur : beIN Sports 1 Arbitrage : Gaël Angoula | Spectateurs : 5 995 Diffuseur : beIN Sports 1 Arbitrage : Gaël Angoula |

| 4e journée                | Girondins de Bordeaux        | 2 - 0   | Amiens SC | Matmut Atlantique, Bordeaux                                              |                                                                          |
| Samedi 26 août 2023 15:00 | Vipotnik 47e · Weissbeck 56e | (0 - 0) |           | Spectateurs : 20 550 Diffuseur : beIN Sports 1 Arbitrage : Florent Batta | Spectateurs : 20 550 Diffuseur : beIN Sports 1 Arbitrage : Florent Batta |
| Samedi 26 août 2023 15:00 | Rapport                      |         |           | Spectateurs : 20 550 Diffuseur : beIN Sports 1 Arbitrage : Florent Batta | Spectateurs : 20 550 Diffuseur : beIN Sports 1 Arbitrage : Florent Batta |

| 5e journée                    | Girondins de Bordeaux                            | 2 - 4   | AJ Auxerre                                                               | Matmut Atlantique, Bordeaux                                              |                                                                          |
| Samedi 2 septembre 2023 15:00 | (Davitashvili ) Díaz 26e · (Weissbeck ) Elis 83e | (1 - 2) | 33e Jubal Jr ( Hein) · 36e Ayé · 56e Hein ( Joly) · 59e Ayé ( Raveloson) | Spectateurs : 26 771 Diffuseur : beIN Sports 1 Arbitrage : Mikael Lesage | Spectateurs : 26 771 Diffuseur : beIN Sports 1 Arbitrage : Mikael Lesage |
| Samedi 2 septembre 2023 15:00 | Rapport                                          |         |                                                                          | Spectateurs : 26 771 Diffuseur : beIN Sports 1 Arbitrage : Mikael Lesage | Spectateurs : 26 771 Diffuseur : beIN Sports 1 Arbitrage : Mikael Lesage |

| 6e journée                     | Valenciennes FC | 1 - 2   | Girondins de Bordeaux                        | Stade du Hainaut, Valenciennes                                                   |                                                                                  |
| Samedi 16 septembre 2023 19:00 | Kruse 63e       | (0 - 1) | 37e Elis ( Badji) · 88e Pitu ( Davitashvili) | Spectateurs : 7 439 Diffuseur : Prime Video, L'Équipe Arbitrage : Aurélien Petit | Spectateurs : 7 439 Diffuseur : Prime Video, L'Équipe Arbitrage : Aurélien Petit |
| Samedi 16 septembre 2023 19:00 | Rapport         |         |                                              | Spectateurs : 7 439 Diffuseur : Prime Video, L'Équipe Arbitrage : Aurélien Petit | Spectateurs : 7 439 Diffuseur : Prime Video, L'Équipe Arbitrage : Aurélien Petit |

| 7e journée                  | Girondins de Bordeaux         | 1 - 1   | Stade Malherbe Caen   | Matmut Atlantique, Bordeaux                    |                                                |
| Samedi 3 octobre 2023 18:45 | (Ignatenko ) Davitashvili 34e | (1 - 1) | 15e Mendy ( Kyeremeh) | Spectateurs : 21 038 Diffuseur : beIN Sports 1 | Spectateurs : 21 038 Diffuseur : beIN Sports 1 |
| Samedi 3 octobre 2023 18:45 | Rapport                       |         |                       | Spectateurs : 21 038 Diffuseur : beIN Sports 1 | Spectateurs : 21 038 Diffuseur : beIN Sports 1 |

| 8e journée                    | EA Guingamp | 0 - 0   | Girondins de Bordeaux | Stade du Roudourou, Guingamp                                            |                                                                         |
| Mardi 26 septembre 2023 20:45 |             | (0 - 0) |                       | Spectateurs : 8 568 Diffuseur : Prime Video Arbitrage : Azzédine Souifi | Spectateurs : 8 568 Diffuseur : Prime Video Arbitrage : Azzédine Souifi |
| Mardi 26 septembre 2023 20:45 | Rapport     |         |                       | Spectateurs : 8 568 Diffuseur : Prime Video Arbitrage : Azzédine Souifi | Spectateurs : 8 568 Diffuseur : Prime Video Arbitrage : Azzédine Souifi |

| 9e journée                     | Grenoble Foot 38              | 2 - 0   | Girondins de Bordeaux | Stade des Alpes, Grenoble                                                         |                                                                                   |
| Samedi 30 septembre 2023 19:00 | Postolachi 15e · Touray 90+1e | (1 - 0) |                       | Spectateurs : 8 960 Diffuseur : Prime Video, L'Équipe Arbitrage : Thierry Bouille | Spectateurs : 8 960 Diffuseur : Prime Video, L'Équipe Arbitrage : Thierry Bouille |
| Samedi 30 septembre 2023 19:00 | Rapport                       |         |                       | Spectateurs : 8 960 Diffuseur : Prime Video, L'Équipe Arbitrage : Thierry Bouille | Spectateurs : 8 960 Diffuseur : Prime Video, L'Équipe Arbitrage : Thierry Bouille |

| 10e journée                 | Girondins de Bordeaux | 0 - 1   | Stade lavallois          | Matmut Atlantique, Bordeaux                                           |                                                                       |
| Samedi 7 octobre 2023 15:00 |                       | (0 - 1) | 33e Tchokounté ( Vargas) | Spectateurs : 19 651 Diffuseur : beIN Sports 1 Arbitrage : Karim Abed | Spectateurs : 19 651 Diffuseur : beIN Sports 1 Arbitrage : Karim Abed |
| Samedi 7 octobre 2023 15:00 | Rapport               |         |                          | Spectateurs : 19 651 Diffuseur : beIN Sports 1 Arbitrage : Karim Abed | Spectateurs : 19 651 Diffuseur : beIN Sports 1 Arbitrage : Karim Abed |

| 11e journée                  | Angers SCO                      | 2 - 0   | Girondins de Bordeaux | Stade Raymond-Kopa, Angers                                              |                                                                         |
| Samedi 21 octobre 2023 19:00 | Lopy 33e · (Ferhat ) Bahoya 60e | (1 - 0) |                       | Spectateurs : 10 416 Diffuseur : Prime Video Arbitrage : Antoine Valnet | Spectateurs : 10 416 Diffuseur : Prime Video Arbitrage : Antoine Valnet |
| Samedi 21 octobre 2023 19:00 | Rapport                         |         |                       | Spectateurs : 10 416 Diffuseur : Prime Video Arbitrage : Antoine Valnet | Spectateurs : 10 416 Diffuseur : Prime Video Arbitrage : Antoine Valnet |

| 12e journée                  | Girondins de Bordeaux             | 2 - 2   | Rodez AF                               | Matmut Atlantique, Bordeaux                                              |                                                                          |
| Samedi 28 octobre 2023 15:00 | Barbet 13e (pen.) · Weissbeck 18e | (2 - 1) | 33e Arconte · 79e Hountondji ( Buades) | Spectateurs : 30 098 Diffuseur : beIN Sports 1 Arbitrage : Benoît Millot | Spectateurs : 30 098 Diffuseur : beIN Sports 1 Arbitrage : Benoît Millot |
| Samedi 28 octobre 2023 15:00 | Elis 90+7e                        | Rapport | 89e Mpasi                              | Spectateurs : 30 098 Diffuseur : beIN Sports 1 Arbitrage : Benoît Millot | Spectateurs : 30 098 Diffuseur : beIN Sports 1 Arbitrage : Benoît Millot |

| 13e journée                  | SC Bastia                                                                 | 3 - 1   | Girondins de Bordeaux | Stade Armand-Cesari, Bastia                                              |                                                                          |
| Samedi 4 novembre 2023 19:00 | (Ducrocq ) Santelli 9e · (Liénard ) Bohnert 18e · (Vincent ) Santelli 68e | (2 - 0) | 78e Livolant ( Pitu)  | Spectateurs : 12 071 Diffuseur : Prime Video Arbitrage : Mathieu Vernice | Spectateurs : 12 071 Diffuseur : Prime Video Arbitrage : Mathieu Vernice |
| Samedi 4 novembre 2023 19:00 | Rapport                                                                   |         |                       | Spectateurs : 12 071 Diffuseur : Prime Video Arbitrage : Mathieu Vernice | Spectateurs : 12 071 Diffuseur : Prime Video Arbitrage : Mathieu Vernice |

| 14e journée                   | Girondins de Bordeaux                                                | 3 - 1   | FC Annecy             | Matmut Atlantique, Bordeaux                                                  |                                                                              |
| Samedi 11 novembre 2023 15:00 | (Vipotnik ) Díaz 15e · (Davitashvili ) Vipotnik 45+1e · Vipotnik 58e | (2 - 1) | 30e Ntamack ( Kandil) | Spectateurs : 18 631 Diffuseur : beIN Sports 1 Arbitrage : Guillaume Paradis | Spectateurs : 18 631 Diffuseur : beIN Sports 1 Arbitrage : Guillaume Paradis |
| Samedi 11 novembre 2023 15:00 | Rapport                                                              |         |                       | Spectateurs : 18 631 Diffuseur : beIN Sports 1 Arbitrage : Guillaume Paradis | Spectateurs : 18 631 Diffuseur : beIN Sports 1 Arbitrage : Guillaume Paradis |

| 15e journée                   | Paris FC          | 1 - 2   | Girondins de Bordeaux                           | Stade Charléty, Paris                                                        |                                                                              |
| Samedi 25 novembre 2023 19:00 | Kebbal 12e (pen.) | (1 - 1) | 7e Weissbeck ( Livolant) · 90+3e Barbet ( Pitu) | Spectateurs : 13 472 Diffuseur : Prime Video Arbitrage : Abdelatif Kherradji | Spectateurs : 13 472 Diffuseur : Prime Video Arbitrage : Abdelatif Kherradji |
| Samedi 25 novembre 2023 19:00 | Rapport           |         |                                                 | Spectateurs : 13 472 Diffuseur : Prime Video Arbitrage : Abdelatif Kherradji | Spectateurs : 13 472 Diffuseur : Prime Video Arbitrage : Abdelatif Kherradji |

| 16e journée                  | Girondins de Bordeaux | 0 - 1   | ESTAC Troyes         | Matmut Atlantique, Bordeaux                                                   |                                                                               |
| Samedi 2 décembre 2023 15:00 |                       | (0 - 1) | 34e Lefebvre ( Diop) | Spectateurs : 19 161 Diffuseur : beIN Sports 1 Arbitrage : Benjamin Lepaysant | Spectateurs : 19 161 Diffuseur : beIN Sports 1 Arbitrage : Benjamin Lepaysant |
| Samedi 2 décembre 2023 15:00 | Ekomié 64e            | Rapport |                      | Spectateurs : 19 161 Diffuseur : beIN Sports 1 Arbitrage : Benjamin Lepaysant | Spectateurs : 19 161 Diffuseur : beIN Sports 1 Arbitrage : Benjamin Lepaysant |

| 17e journée                 | US Quevilly Rouen                                  | 3 - 2   | Girondins de Bordeaux           | Stade Robert-Diochon, Le Petit-Quevilly                                          |                                                                                  |
| Mardi 5 décembre 2023 20:45 | Soumano 15e · Camara 19e · (Camara ) Coulibaly 55e | (2 - 0) | 78e Elis ( Michelin) · 88e Elis | Spectateurs : 4 743 Diffuseur : Prime Video, L'Équipe Arbitrage : Antoine Valnet | Spectateurs : 4 743 Diffuseur : Prime Video, L'Équipe Arbitrage : Antoine Valnet |
| Mardi 5 décembre 2023 20:45 | Rapport                                            |         |                                 | Spectateurs : 4 743 Diffuseur : Prime Video, L'Équipe Arbitrage : Antoine Valnet | Spectateurs : 4 743 Diffuseur : Prime Video, L'Équipe Arbitrage : Antoine Valnet |

| 18e journée                   | Girondins de Bordeaux | 0 - 0   | AS Saint-Étienne | Matmut Atlantique, Bordeaux                                               |                                                                           |
| Samedi 16 décembre 2023 15:00 |                       | (0 - 0) |                  | Spectateurs : 37 658 Diffuseur : beIN Sports 1 Arbitrage : Romain Delpech | Spectateurs : 37 658 Diffuseur : beIN Sports 1 Arbitrage : Romain Delpech |
| Samedi 16 décembre 2023 15:00 | Rapport               |         |                  | Spectateurs : 37 658 Diffuseur : beIN Sports 1 Arbitrage : Romain Delpech | Spectateurs : 37 658 Diffuseur : beIN Sports 1 Arbitrage : Romain Delpech |

| 19e journée                  | USL Dunkerque | 0 - 2   | Girondins de Bordeaux            | Stade Marcel Tribut, Dunkerque                                                    |                                                                                   |
| Mardi 19 décembre 2023 20:45 |               | (0 - 1) | 4e Vipotnik · 70e Elis ( Nsimba) | Spectateurs : 3 504 Diffuseur : Prime Video, L'Équipe Arbitrage : Thierry Bouille | Spectateurs : 3 504 Diffuseur : Prime Video, L'Équipe Arbitrage : Thierry Bouille |
| Mardi 19 décembre 2023 20:45 | Rapport       |         |                                  | Spectateurs : 3 504 Diffuseur : Prime Video, L'Équipe Arbitrage : Thierry Bouille | Spectateurs : 3 504 Diffuseur : Prime Video, L'Équipe Arbitrage : Thierry Bouille |

| 20e journée                 | AJ Auxerre                                              | 3 - 1   | Girondins de Bordeaux | Stade Abbé Deschamps, Auxerre                                             |                                                                           |
| Lundi 15 janvier 2024 20:45 | (Hein ) Ayé 25e · Ignatenko 47e (csc) · (Hein ) Ayé 88e | (1 - 1) | 45e Vipotnik          | Spectateurs : 13 312 Diffuseur : beIN Sports 1 Arbitrage : Benoît Bastien | Spectateurs : 13 312 Diffuseur : beIN Sports 1 Arbitrage : Benoît Bastien |
| Lundi 15 janvier 2024 20:45 | Rapport                                                 |         |                       | Spectateurs : 13 312 Diffuseur : beIN Sports 1 Arbitrage : Benoît Bastien | Spectateurs : 13 312 Diffuseur : beIN Sports 1 Arbitrage : Benoît Bastien |

| 21e journée                 | Girondins de Bordeaux                                 | 3 - 1   | Valenciennes FC        | Matmut Atlantique, Bordeaux                                                      |                                                                                  |
| Mardi 23 janvier 2024 20:45 | (Díaz ) Biumla 57e · Díaz 65e · (Vetro ) Vipotnik 86e | (0 - 0) | 80e Boutoutaou ( Jung) | Spectateurs : 15 467 Diffuseur : Prime Video, L'Équipe Arbitrage : Mickaël Leleu | Spectateurs : 15 467 Diffuseur : Prime Video, L'Équipe Arbitrage : Mickaël Leleu |
| Mardi 23 janvier 2024 20:45 | Rapport                                               |         |                        | Spectateurs : 15 467 Diffuseur : Prime Video, L'Équipe Arbitrage : Mickaël Leleu | Spectateurs : 15 467 Diffuseur : Prime Video, L'Équipe Arbitrage : Mickaël Leleu |

| 22e journée                 | Girondins de Bordeaux        | 1 - 0   | Angers SCO | Matmut Atlantique, Bordeaux                                             |                                                                         |
| Lundi 29 janvier 2024 20:45 | (Livolant ) Davitashvili 70e | (0 - 0) |            | Spectateurs : 17 148 Diffuseur : beIN Sports 1 Arbitrage : Ruddy Buquet | Spectateurs : 17 148 Diffuseur : beIN Sports 1 Arbitrage : Ruddy Buquet |
| Lundi 29 janvier 2024 20:45 | Marcelin 71e                 | Rapport |            | Spectateurs : 17 148 Diffuseur : beIN Sports 1 Arbitrage : Ruddy Buquet | Spectateurs : 17 148 Diffuseur : beIN Sports 1 Arbitrage : Ruddy Buquet |

| 23e journée                 | ESTAC Troyes                             | 2 - 1   | Girondins de Bordeaux | Stade de l'Aube, Troyes                                             |                                                                     |
| Samedi 3 février 2024 19:00 | (Saïd ) Elisor 65e · Ripart 90+3e (pen.) | (0 - 0) | 90e (pen.) Barbet     | Spectateurs : 6 093 Diffuseur : Prime Video Arbitrage : Rémi Landry | Spectateurs : 6 093 Diffuseur : Prime Video Arbitrage : Rémi Landry |
| Samedi 3 février 2024 19:00 | Rapport                                  |         |                       | Spectateurs : 6 093 Diffuseur : Prime Video Arbitrage : Rémi Landry | Spectateurs : 6 093 Diffuseur : Prime Video Arbitrage : Rémi Landry |

| 24e journée                  | Girondins de Bordeaux | 1 - 0   | Grenoble Foot 38 | Matmut Atlantique, Bordeaux                                                          |                                                                                      |
| Samedi 10 février 2024 19:00 | (Elis ) Vipotnik 4e   | (1 - 0) |                  | Spectateurs : 17 818 Diffuseur : Prime Video, L'Équipe Arbitrage : Faouzi Bechhabane | Spectateurs : 17 818 Diffuseur : Prime Video, L'Équipe Arbitrage : Faouzi Bechhabane |
| Samedi 10 février 2024 19:00 | Rapport               |         |                  | Spectateurs : 17 818 Diffuseur : Prime Video, L'Équipe Arbitrage : Faouzi Bechhabane | Spectateurs : 17 818 Diffuseur : Prime Video, L'Équipe Arbitrage : Faouzi Bechhabane |

| 25e journée                 | Amiens SC | 1 - 1   | Girondins de Bordeaux | Stade de la Licorne, Amiens                                                   |                                                                               |
| Lundi 19 février 2024 20:45 | Lahne 31e | (1 - 0) | 90+3e Vetro           | Spectateurs : 8 564 Diffuseur : beIN Sports 1 Arbitrage : Abdelatif Kherradji | Spectateurs : 8 564 Diffuseur : beIN Sports 1 Arbitrage : Abdelatif Kherradji |
| Lundi 19 février 2024 20:45 | Rapport   |         |                       | Spectateurs : 8 564 Diffuseur : beIN Sports 1 Arbitrage : Abdelatif Kherradji | Spectateurs : 8 564 Diffuseur : beIN Sports 1 Arbitrage : Abdelatif Kherradji |

| 26e journée                  | Girondins de Bordeaux | 1 - 0   | EA Guingamp | Matmut Atlantique, Bordeaux                                            |                                                                        |
| Samedi 24 février 2024 19:00 | Vipotnik 40e          | (1 - 0) |             | Spectateurs : 20 109 Diffuseur : Prime Video Arbitrage : Mikael Lesage | Spectateurs : 20 109 Diffuseur : Prime Video Arbitrage : Mikael Lesage |
| Samedi 24 février 2024 19:00 | Rapport               |         |             | Spectateurs : 20 109 Diffuseur : Prime Video Arbitrage : Mikael Lesage | Spectateurs : 20 109 Diffuseur : Prime Video Arbitrage : Mikael Lesage |

| 27e journée              | Rodez AF                                        | 2 - 2   | Girondins de Bordeaux                                  | Stade Paul Lignon, Rodez                                               |                                                                        |
| Samedi 2 mars 2024 19:00 | (Sylla ) Corredor 26e · (Rajot ) Lipinski 45+2e | (2 - 1) | 18e Davitashvili ( Livolant) · 90+4e Ignatenko ( Díaz) | Spectateurs : 3 263 Diffuseur : Prime Video Arbitrage : Clément Turpin | Spectateurs : 3 263 Diffuseur : Prime Video Arbitrage : Clément Turpin |
| Samedi 2 mars 2024 19:00 | Rapport                                         |         |                                                        | Spectateurs : 3 263 Diffuseur : Prime Video Arbitrage : Clément Turpin | Spectateurs : 3 263 Diffuseur : Prime Video Arbitrage : Clément Turpin |

| 28e journée              | Girondins de Bordeaux | 0 - 0   | US Quevilly Rouen | Matmut Atlantique, Bordeaux                                          |                                                                      |
| Samedi 9 mars 2024 19:00 |                       | (0 - 0) |                   | Spectateurs : 19 662 Diffuseur : Prime Video Arbitrage : Ahmed Taleb | Spectateurs : 19 662 Diffuseur : Prime Video Arbitrage : Ahmed Taleb |
| Samedi 9 mars 2024 19:00 | Rapport               |         |                   | Spectateurs : 19 662 Diffuseur : Prime Video Arbitrage : Ahmed Taleb | Spectateurs : 19 662 Diffuseur : Prime Video Arbitrage : Ahmed Taleb |

| 29e journée               | FC Annecy                                                          | 3 - 1   | Girondins de Bordeaux     | Parc des Sports d'Annecy, Annecy                                   |                                                                    |
| Samedi 16 mars 2024 19:00 | (Djoco ) Camara 8e · (Pajot ) Camara 45+3e · (Adeline ) Kandil 65e | (2 - 1) | 40e Livolant ( Weissbeck) | Spectateurs : 5 557 Diffuseur : Prime Video Arbitrage : Karim Abed | Spectateurs : 5 557 Diffuseur : Prime Video Arbitrage : Karim Abed |
| Samedi 16 mars 2024 19:00 | Rapport                                                            |         |                           | Spectateurs : 5 557 Diffuseur : Prime Video Arbitrage : Karim Abed | Spectateurs : 5 557 Diffuseur : Prime Video Arbitrage : Karim Abed |

| 30e journée         | Girondins de Bordeaux                                              | 3 - 3   | Paris FC                                                         | Matmut Atlantique, Bordeaux                                                |                                                                            |
| Samedi 30 mars 2024 | (Bokele ) Davitashvili 42e · Barbet 48e · (Davitashvili ) Díaz 90e | (1 - 2) | 34e Dicko ( Jabbari) · 38e Gaudin ( Jabbari) · 52e (pen.) Kebbal | Spectateurs : 19 256 Diffuseur : Prime Video Arbitrage : Faouzi Benchabane | Spectateurs : 19 256 Diffuseur : Prime Video Arbitrage : Faouzi Benchabane |
| Samedi 30 mars 2024 | Rapport                                                            |         |                                                                  | Spectateurs : 19 256 Diffuseur : Prime Video Arbitrage : Faouzi Benchabane | Spectateurs : 19 256 Diffuseur : Prime Video Arbitrage : Faouzi Benchabane |

| 31e journée               | Stade Malherbe Caen | 0 - 1   | Girondins de Bordeaux | Stade Michel-d'Ornano, Caen                                              |                                                                          |
| Samedi 6 avril 2024 19:00 |                     | (0 - 1) | Pedro Díaz 20e        | Spectateurs : 19 168 Diffuseur : Prime Video Arbitrage : Azzédine Souifi | Spectateurs : 19 168 Diffuseur : Prime Video Arbitrage : Azzédine Souifi |
| Samedi 6 avril 2024 19:00 | Rapport             |         |                       | Spectateurs : 19 168 Diffuseur : Prime Video Arbitrage : Azzédine Souifi | Spectateurs : 19 168 Diffuseur : Prime Video Arbitrage : Azzédine Souifi |

| 32e journée                | Girondins de Bordeaux                   | 2 - 3   | SC Bastia                                                     | Matmut Atlantique, Bordeaux                                                |                                                                            |
| Samedi 13 avril 2024 19:00 | (Díaz ) Davitashvili 44e · Livolant 46e | (1 - 3) | 1re Vincent ( Bohnert) · 25e Vincent · 32e Alfarela ( Janneh) | Spectateurs : 22 508 Diffuseur : Prime Video Arbitrage : Guillaume Paradis | Spectateurs : 22 508 Diffuseur : Prime Video Arbitrage : Guillaume Paradis |
| Samedi 13 avril 2024 19:00 | Rapport                                 |         |                                                               | Spectateurs : 22 508 Diffuseur : Prime Video Arbitrage : Guillaume Paradis | Spectateurs : 22 508 Diffuseur : Prime Video Arbitrage : Guillaume Paradis |

| 33e journée                | AS Saint-Étienne                            | 2 - 1   | Girondins de Bordeaux    | Stade Geoffroy-Guichard, Saint-Étienne                                    |                                                                           |
| Samedi 20 avril 2024 19:00 | (Monconduit ) Cardona 90+1e · Cardona 90+4e | (0 - 1) | 42e Díaz ( Davitashvili) | Spectateurs : 35 317 Diffuseur : beIN Sports 1 Arbitrage : Jérôme Brisard | Spectateurs : 35 317 Diffuseur : beIN Sports 1 Arbitrage : Jérôme Brisard |
| Samedi 20 avril 2024 19:00 | Nadé 62e, 73e                               | Rapport |                          | Spectateurs : 35 317 Diffuseur : beIN Sports 1 Arbitrage : Jérôme Brisard | Spectateurs : 35 317 Diffuseur : beIN Sports 1 Arbitrage : Jérôme Brisard |

| 34e journée               | Girondins de Bordeaux                                    | 2 - 0   | USL Dunkerque | Matmut Atlantique, Bordeaux                                                      |                                                                                  |
| Mardi 23 avril 2024 20:45 | (Weissbeck ) Vipotnik 38e · (Vipotnik ) Davitashvili 46e | (1 - 0) |               | Spectateurs : 20 941 Diffuseur : Prime Video, L'Équipe Arbitrage : Mickaël Leleu | Spectateurs : 20 941 Diffuseur : Prime Video, L'Équipe Arbitrage : Mickaël Leleu |
| Mardi 23 avril 2024 20:45 | Rapport                                                  |         |               | Spectateurs : 20 941 Diffuseur : Prime Video, L'Équipe Arbitrage : Mickaël Leleu | Spectateurs : 20 941 Diffuseur : Prime Video, L'Équipe Arbitrage : Mickaël Leleu |

| 35e journée                | Stade lavallois   | 1 - 0   | Girondins de Bordeaux | Stade Francis-Le-Basser, Laval                                        |                                                                       |
| Samedi 27 avril 2024 19:00 | (Roye ) Pagis 61e | (0 - 0) |                       | Spectateurs : 7 302 Diffuseur : Prime Video Arbitrage : Mikael Lesage | Spectateurs : 7 302 Diffuseur : Prime Video Arbitrage : Mikael Lesage |
| Samedi 27 avril 2024 19:00 |                   | Rapport | 38e, 74e Weissbeck    | Spectateurs : 7 302 Diffuseur : Prime Video Arbitrage : Mikael Lesage | Spectateurs : 7 302 Diffuseur : Prime Video Arbitrage : Mikael Lesage |

| 36e journée             | Girondins de Bordeaux                                                                         | 4 - 0   | AC Ajaccio | Matmut Atlantique, Bordeaux                                          |                                                                      |
| Samedi 4 mai 2024 20:00 | (Vipotnik ) Díaz 6e · (Sissokho ) Davitashvili 28e · Barbet 87e (pen.) · (Díaz ) Nsimba 90+1e | (2 - 0) |            | Spectateurs : 18 276 Diffuseur : Prime Video Arbitrage : Ahmed Taleb | Spectateurs : 18 276 Diffuseur : Prime Video Arbitrage : Ahmed Taleb |
| Samedi 4 mai 2024 20:00 | Rapport                                                                                       |         |            | Spectateurs : 18 276 Diffuseur : Prime Video Arbitrage : Ahmed Taleb | Spectateurs : 18 276 Diffuseur : Prime Video Arbitrage : Ahmed Taleb |

| 37e journée              | US Concarneau                                                                          | 4 - 2   | Girondins de Bordeaux                                | Stade du Moustoir, Lorient                                                |                                                                           |
| Samedi 11 mai 2024 20:45 | (Diawara ) Moussiti-Oko 37e · (Georgen ) Ba 50e · (Moussiti-Oko ) Diawara 59e · Ba 72e | (1 - 1) | 9e Vipotnik (De Amorim ) · 63e Livolant (Weissbeck ) | Spectateurs : 2 334 Diffuseur : Prime Video Arbitrage : Guillaume Paradis | Spectateurs : 2 334 Diffuseur : Prime Video Arbitrage : Guillaume Paradis |
| Samedi 11 mai 2024 20:45 |                                                                                        | Rapport | 29e De Amorim                                        | Spectateurs : 2 334 Diffuseur : Prime Video Arbitrage : Guillaume Paradis | Spectateurs : 2 334 Diffuseur : Prime Video Arbitrage : Guillaume Paradis |

| 38e journée                | Girondins de Bordeaux                                                                      | 3 - 2   | Pau FC                             | Matmut Atlantique, Bordeaux                                             |                                                                         |
| Vendredi 17 mai 2024 20:45 | (Davitashvili ) Weissbeck 7e · (Davitashvili ) Livolant 16e · (Livolant ) Davitashvili 51e | (2 - 0) | 46e Mohamed · 90+3e Sylla (Gomes ) | Spectateurs : 21 710 Diffuseur : Prime Video Arbitrage : Aurélien Petit | Spectateurs : 21 710 Diffuseur : Prime Video Arbitrage : Aurélien Petit |
| Vendredi 17 mai 2024 20:45 | Rapport                                                                                    |         |                                    | Spectateurs : 21 710 Diffuseur : Prime Video Arbitrage : Aurélien Petit | Spectateurs : 21 710 Diffuseur : Prime Video Arbitrage : Aurélien Petit |

### Coupe de France
La Coupe de France 2023-2024 est la 107e édition de la Coupe de France de football.
| 7e tour                         | Canet Roussillon FC (N3) | 1 - 1   | Girondins de Bordeaux    | Stade Gilbert-Brutus, Perpignan          |                                          |
| Vendredi 17 novembre 2023 20:00 | Mboup 5e                 | (1 - 0) | 47e Cassubie ( Livolant) | Diffuseur : FFFTV Arbitrage : Karim Abed | Diffuseur : FFFTV Arbitrage : Karim Abed |
| Vendredi 17 novembre 2023 20:00 | Rapport                  |         |                          | Diffuseur : FFFTV Arbitrage : Karim Abed | Diffuseur : FFFTV Arbitrage : Karim Abed |
| Vendredi 17 novembre 2023 20:00 | Tirs au but 1 - 4        |         |                          | Diffuseur : FFFTV Arbitrage : Karim Abed | Diffuseur : FFFTV Arbitrage : Karim Abed |

| 8e tour                      | Angoulême Charente FC (N2) | 0 - 1   | Girondins de Bordeaux   | Stade Camille-Lebon, Angoulême                                  |                                                                 |
| Samedi 9 décembre 2023 14:00 |                            | (0 - 1) | 7e Marcelin ( Livolant) | Spectateurs : 4 000 Diffuseur : FFFTV Arbitrage : Mikael Lesage | Spectateurs : 4 000 Diffuseur : FFFTV Arbitrage : Mikael Lesage |
| Samedi 9 décembre 2023 14:00 | Rapport                    |         |                         | Spectateurs : 4 000 Diffuseur : FFFTV Arbitrage : Mikael Lesage | Spectateurs : 4 000 Diffuseur : FFFTV Arbitrage : Mikael Lesage |

| 32e de finale               | Entente Sannois Saint-Gratien (N3)     | 1 - 1             | Girondins de Bordeaux                           | Stade Michel-Hidalgo, Saint-Gratien               |                                                   |
| Samedi 6 janvier 2024 18:00 | Baradji 18e                            | (1 - 0)           | 66e Ignatenko ( Weissbeck)                      | Spectateurs : 3 035 Arbitrage : Guillaume Paradis | Spectateurs : 3 035 Arbitrage : Guillaume Paradis |
| Samedi 6 janvier 2024 18:00 | Rapport                                |                   |                                                 | Spectateurs : 3 035 Arbitrage : Guillaume Paradis | Spectateurs : 3 035 Arbitrage : Guillaume Paradis |
| Samedi 6 janvier 2024 18:00 | Kissy · El Khemiri · Gouriche · Camara | Tirs au but 2 - 4 | Barbet · Livolant · Ignatenko · Vipotnik · Pitu | Spectateurs : 3 035 Arbitrage : Guillaume Paradis | Spectateurs : 3 035 Arbitrage : Guillaume Paradis |

| 16e de finale                | Girondins de Bordeaux                                | 2 - 3   | OGC Nice (L1)                                 | Matmut Atlantique, Bordeaux                                             |                                                                         |
| Samedi 20 janvier 2024 17:30 | (Elis ) Livolant 59e · (Davitashvili ) Weissbeck 76e | (0 - 1) | 35e Guessand · 47e (pen.) Sanson · 60e Sanson | Spectateurs : 22 960 Diffuseur : beIN Sports Arbitrage : Thomas Léonard | Spectateurs : 22 960 Diffuseur : beIN Sports Arbitrage : Thomas Léonard |
| Samedi 20 janvier 2024 17:30 | Rapport                                              |         |                                               | Spectateurs : 22 960 Diffuseur : beIN Sports Arbitrage : Thomas Léonard | Spectateurs : 22 960 Diffuseur : beIN Sports Arbitrage : Thomas Léonard |

### Classement et statistiques
| Rang | Équipe                | Pts | J  | G  | N  | P  | Bp | Bc | Diff | Promotion ou relégation      |
| ---- | --------------------- | --- | -- | -- | -- | -- | -- | -- | ---- | ---------------------------- |
| 10   | Pau FC                | 51  | 38 | 13 | 12 | 13 | 60 | 57 | +3   |                              |
| 11   | Grenoble Foot 38      | 51  | 38 | 13 | 12 | 13 | 43 | 44 | −1   |                              |
| 12   | Girondins de Bordeaux | 50  | 38 | 14 | 9  | 15 | 50 | 52 | −2   | Rétrogradation en National 2 |
| 13   | SC Bastia             | 50  | 38 | 14 | 9  | 15 | 44 | 48 | −4   |                              |
| 14   | FC Annecy             | 46  | 38 | 12 | 10 | 16 | 49 | 50 | −1   |                              |

1. ↑  Retrait de 1 points.
2. ↑  Retrait de 1 points.

#### Résultats par journée
| Journée   | 01  | 02  | 03  | 04 | 05  | 06 | 07  | 08  | 09  | 10  | 11  | 12  | 13  | 14  | 15  | 16  | 17  | 18  | 19  | 20  | 21  | 22  | 23  | 24  | 25  | 26  | 27  | 28  | 29  | 30  | 31  | 32  | 33  | 34  | 35  | 36  | 37 | 38 |
| --------- | --- | --- | --- | -- | --- | -- | --- | --- | --- | --- | --- | --- | --- | --- | --- | --- | --- | --- | --- | --- | --- | --- | --- | --- | --- | --- | --- | --- | --- | --- | --- | --- | --- | --- | --- | --- | -- | -- |
| Terrain   | E   | D   | E   | D  | D   | E  | E   | E   | D   | D   | E   | D   | E   | D   | E   | D   | E   | D   | E   | E   | D   | D   | E   | D   | E   | D   | E   | D   | E   | D   | E   | D   | E   | D   | E   | D   |    |    |
| Résultats | D   | V   | N   | V  | D   | V  | N   | D   | N   | D   | D   | N   | D   | V   | V   | D   | D   | N   | V   | D   | V   | V   | D   | V   | N   | V   | N   | N   | D   | N   | V   | D   | D   | V   | D   | V   |    |    |
| Points    | -1  | 2   | 3   | 6  | 6   | 9  | 10  | 10  | 11  | 11  | 11  | 12  | 12  | 15  | 18  | 18  | 18  | 19  | 22  | 22  | 25  | 28  | 28  | 31  | 32  | 35  | 36  | 37  | 37  | 38  | 41  | 41  | 41  | 44  | 44  | 47  |    |    |
| Place     | 20e | 13e | 15e | 7e | 12e | 7e | 11e | 12e | 13e | 13e | 15e | 15e | 17e | 16e | 13e | 15e | 17e | 17e | 13e | 15e | 13e | 13e | 13e | 13e | 13e | 13e | 13e | 13e | 13e | 12e | 12e | 13e | 14e | 14e | 14e | 12e |    |    |

Source : lfp.fr (Ligue de football professionnel)
Terrain : D = Domicile ; E = Extérieur. Résultat : D = Défaite ; N = Nul ; V = Victoire.

## Affluence
Affluence des Girondins de Bordeaux à domicile cette saison

### Plus grosses affluences
| Rang | Match                                    | Journée               | Date       | Affluence |
| 1    | Girondins de Bordeaux - AS Saint-Étienne | Ligue 2 - 18e journée | 16/12/2023 | 37 658    |
| 2    | Girondins de Bordeaux - Rodez AF         | Ligue 2 - 12e journée | 28/10/2023 | 30 098    |
| 3    | Girondins de Bordeaux - AJ Auxerre       | Ligue 2 - 5e journée  | 02/09/2023 | 26 771    |
| 4    | Girondins de Bordeaux - US Concarneau    | Ligue 2 - 2e journée  | 14/08/2023 | 24 574    |
| 5    | Girondins de Bordeaux - SC Bastia        | Ligue 2 - 32e journée | 13/04/2024 | 22 508    |

### Plus faibles affluences
| Rang | Match                                   | Journée               | Date       | Affluence |
| 1    | Girondins de Bordeaux - Valenciennes FC | Ligue 2 - 21e journée | 23/01/2024 | 15 467    |
| 2    | Girondins de Bordeaux - Angers SCO      | Ligue 2 - 22e journée | 29/01/2024 | 17 148    |
| 3    | Girondins de Bordeaux - Grenoble Foot   | Ligue 2 - 24e journée | 10/02/2024 | 17 818    |

## Statistiques

### Collectives
| Compétition     | Matches joués | Matchs gagnés | Matchs nuls | Matchs perdus | Buts marqués | Buts encaissés | Différence de buts |
| --------------- | ------------- | ------------- | ----------- | ------------- | ------------ | -------------- | ------------------ |
| Ligue 2         | 27            | 10            | 7           | 10            | 31           | 34             | - 3                |
| Coupe de France | 4             | 1             | 2           | 1             | 5            | 5              | 0                  |
| Total           | 31            | 11            | 9           | 11            | 36           | 39             | - 3                |
| Matchs amicaux  | 6             | 3             | 2           | 1             | 8            | 4              | + 4                |

### Individuelles

#### Statistiques buteurs
| Place | Nom                    | Championnat | Coupe de France | TOTAL des buts |
| ----- | ---------------------- | ----------- | --------------- | -------------- |
| 1     | Zan Vipotnik           | 10          | 0               | 10 buts        |
| 2     | Zuriko Davitashvili    | 8           | 0               | 8 buts         |
| 3     | Pedro Diaz             | 7           | 0               | 7 buts         |
| 4     | Yoann Barbet           | 6           | 0               | 6 buts         |
| 4     | Jérémy Livolant        | 5           | 1               | 6 buts         |
| 6     | Alberth Elis           | 5           | 0               | 5 buts         |
| 6     | Gaétan Weissbeck       | 4           | 1               | 5 buts         |
| 8     | Danylo Ignatenko       | 1           | 1               | 2 buts         |
| 9     | Alexi Pitu             | 1           | 0               | 1 but          |
| 9     | Julien Vetro           | 1           | 0               | 1 but          |
| 9     | Emmanuel Biumla        | 1           | 0               | 1 but          |
| 9     | Vital Nsimba           | 1           | 0               | 1 but          |
| 9     | Yohan Cassubie         | 0           | 1               | 1 but          |
| 9     | Jean Harisson Marcelin | 0           | 1               | 1 but          |
| -     | Contre son camp        | -           | -               | - buts         |
| Total | 14 buteurs             | 50 buts     | 5 buts          | 55 buts        |

#### Statistiques passeurs
| Place | Nom                 | Championnat | Coupe de France | TOTAL des passes |
| ----- | ------------------- | ----------- | --------------- | ---------------- |
| 1     | Zuriko Davitashvili | 8           | 1               | 9 passes         |
| 2     | Jérémy Livolant     | 4           | 2               | 6 passes         |
| 3     | Gaétan Weissbeck    | 4           | 1               | 5 passes         |
| 4     | Pedro Diaz          | 4           | 0               | 4 passes         |
| 5     | Zan Vipotnik        | 3           | 0               | 3 passes         |
| 6     | Alexi Pitu          | 2           | 0               | 2 passes         |
| 6     | Alberth Elis        | 1           | 1               | 2 passes         |
| 8     | Danylo Ignatenko    | 1           | 0               | 1 passes         |
| 8     | Clément Michelin    | 1           | 0               | 1 passes         |
| 8     | Vital Nsimba        | 1           | 0               | 1 passes         |
| 8     | Malcom Bokele       | 1           | 0               | 1 passes         |
| 8     | Issouf Sissokho     | 1           | 0               | 1 passes         |
| 8     | Julien Vetro        | 1           | 0               | 1 passes         |
| 8     | Mathias De Amorim   | 1           | 0               | 1 passes         |
| Total | 14 passeurs         | 33 passes   | 5 passes        | 38 passes        |

#### Statistiques cumulées
| Place | Nom                    | Buts    | Passes    | TOTAL |
| ----- | ---------------------- | ------- | --------- | ----- |
| 1     | Zuriko Davitashvili    | 8       | 9         | 17    |
| 2     | Zan Vipotnik           | 10      | 3         | 13    |
| 3     | Jérémy Livolant        | 6       | 6         | 12    |
| 4     | Pedro Diaz             | 7       | 4         | 11    |
| 5     | Gaétan Weissbeck       | 5       | 5         | 10    |
| 6     | Alberth Elis           | 5       | 2         | 7     |
| 7     | Yoann Barbet           | 6       | 0         | 6     |
| 8     | Danylo Ignatenko       | 2       | 1         | 3     |
| 8     | Alexi Pitu             | 1       | 2         | 3     |
| 10    | Julien Vetro           | 1       | 1         | 2     |
| 10    | Vital Nsimba           | 1       | 1         | 2     |
| 12    | Emmanuel Biumla        | 1       | 0         | 1     |
| 12    | Yohan Cassubie         | 1       | 0         | 1     |
| 12    | Jean Harisson Marcelin | 1       | 0         | 1     |
| 12    | Clément Michelin       | 0       | 1         | 1     |
| 12    | Issouf Sissokho        | 0       | 1         | 1     |
| 12    | Malcom Bokele          | 0       | 1         | 1     |
| 12    | Mathias De Amorim      | 0       | 1         | 1     |
| -     | Contre son camp        |         | -         |       |
| Total | 18 joueurs             | 55 buts | 38 passes | 93    |

## Équipementier et sponsors
Les Girondins de Bordeaux ont pour équipementier Adidas depuis juillet 2020. Ils bénéficient aussi de nombreux sponsors : la chaîne de restauration Bistro Régent, le constructeur automobile Cupra, le service de livraison Uber Eats, la marque de soda Coca-Cola, ou bien encore l'eau de source Abatilles.